# گرابوف زالشنه
گرابوف زالشنه (به لهستانی:  Grabów Zaleśny) یک روستا در لهستان است که در گمینا گرابوف ناد پیلیتسان واقع شده‌است. گرابوف زالشنه ۵۰ نفر جمعیت دارد.